# 宁波中车产业基地

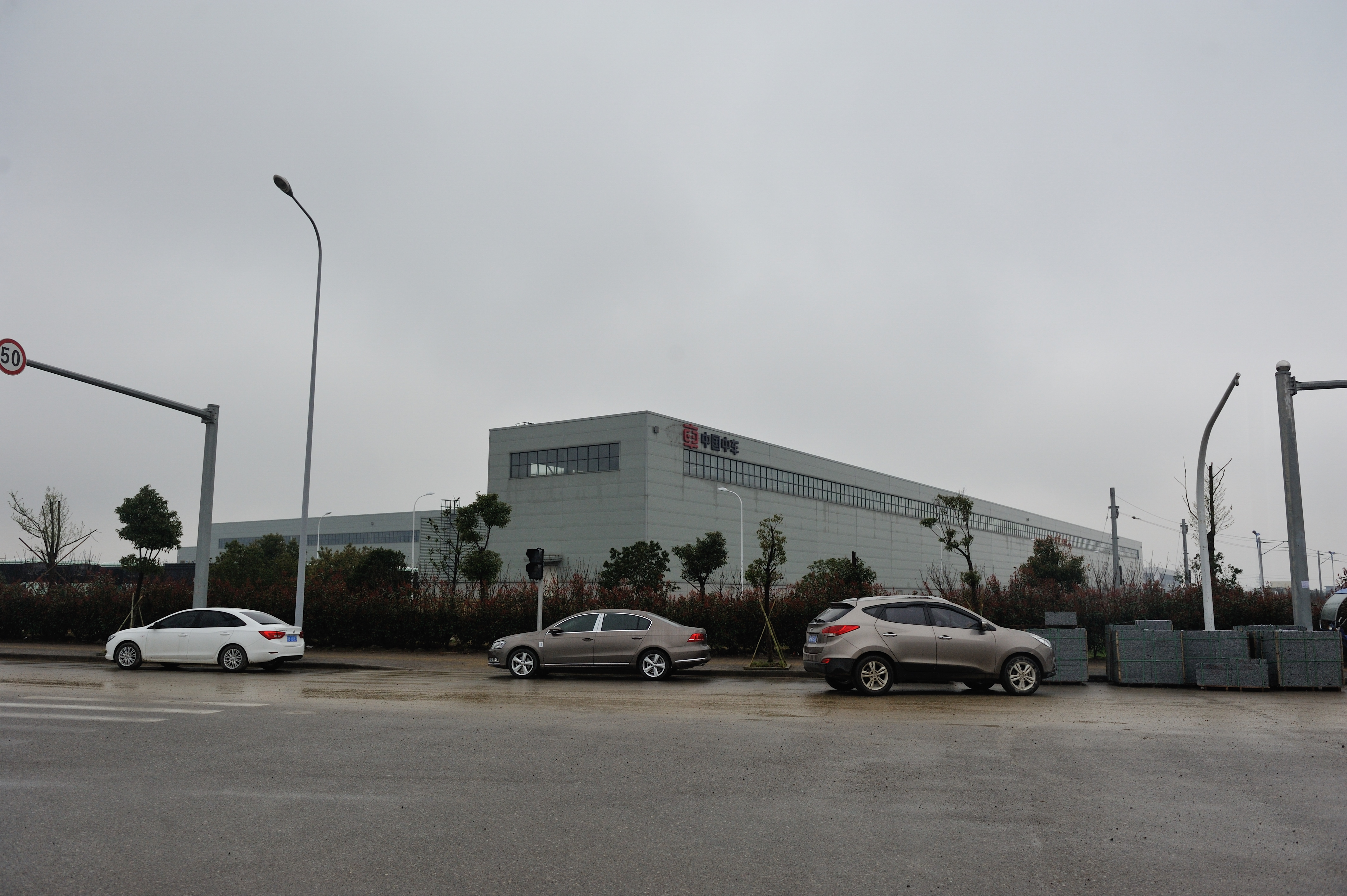
宁波中车产业基地

宁波中车产业基地，前称中国南车宁波产业基地，是中国浙江省宁波市的一个城市轨道交通装备基地。产业基地位于鄞州区五乡镇境内，紧邻国铁北仑支线和宁波轨道交通1号线。基地由南车株洲电力机车有限公司、宁波市轨道交通集团有限公司、鄞州区开发建设投资公司投资，占地3800亩，2011年8月奠基，计划于2013年9月投入生产，届时将成为地铁车辆、低地板车辆、储能式轻轨车辆、储能设备、轨道交通电气设备和隧道掘进设备等轨道交通装备的生产基地，产品供应浙江和长三角地区并出口海外，年产值将达到千亿元。

## 主要企业
- 宁波中车城市轨道交通装备有限公司
- 宁波中车新能源科技有限公司
- 宁波中车电气设备有限公司
- 宁波中车隧道装备有限公司（筹）